# Fontana della Barcaccia
Fontana della Barcaccia (italijansko [barˈkattʃa]; "Vodnjak barka") je vodnjak v baročnem slogu, ki ga najdemo ob vznožju Španskih stopnic na rimskem Španskem trgu (Piazza di Spagna). Papež Urban VIII. je leta 1623 Pietru Berniniju naročil gradnjo vodnjaka kot del predhodnega papeškega projekta postavitve vodnjaka na vseh večjih trgih v Rimu. Vodnjak je med letoma 1627 in 1629 dokončal Pietro, verjetno skupaj s pomočjo svojega sina Gian Lorenza Berninija, zlasti po očetovi smrti 29. avgusta 1629.

## Opis
Skulpturalna fontana je oblikovana v obliki napol potopljene ladje, s strani katere se voda preliva v majhno kotanjo. Vir vode izvira iz Acqua Vergine, akvadukta iz leta 19 pr. n. št. Bernini je zaradi nizkega pritiska vode iz akvadukta ta vodnjak zgradil nekoliko pod nivojem ulice. Voda teče iz sedmih točk vodnjaka: osrednji baluster; dva v čolnu iz sončnih človeških obrazov; in štiri zunaj čolna.
Po legendi je ob poplavi reke Tibere leta 1598 voda odnesla majhen čoln na Španskem trgu. Ko se je voda umaknila, je bil v središču trga odložen čoln in prav ta dogodek je navdihnil Berninijevo ustvarjanje. Vodnjak je okrašen s papeškim grbom družine Barberini kot spomin na prednike papeža Urbana VIII.

## Poškodbe in obnova
15. maja 2007 so štirje pijani turisti z velikim izvijačem poškodovali monumentalni vodnjak in naredili globoko prasko, s katero je odlepil pomemben del papeškega grba. Karabinjerje, ki so prihiteli na kraj, so napadli štirje vandali, a jim je vseeno uspelo aretirati in preprečiti nadaljnjo škodo.
Obnova fontane je bila izvedena že večkrat, nazadnje leta 2014 z zasebno donacijo v vrednosti 209.960 €. Nekaj tednov po odkritju je fontano 19. februarja 2015 poškodovala skupina nizozemskih nogometnih huliganov, ki so bili v Rimu, da bi podprli klub Feyenoord iz Rotterdama na tekmi Lige Evropa proti A.S. Romi. Skupina, domnevno pod vplivom alkohola in mamil, je stopila v fontano in vanj metala steklenice in smeti, preden se je spopadla s policijo.

## V popularni kulturi
Angleški pesnik John Keats je s smrtne postelje lahko slišal zvok vodnjaka, ki je pomirjujoče tekel. Rekel je, da ga spominja na vrstice iz igre Philaster, or Love Lies a-Bleeding (1611) iz 17. stoletja in je bil vir njegovega epitafa: »Tukaj leži nekdo, čigar ime je bilo napisano v vodi«.
Jess Walter uporablja vodnjak kot pripomoček za zaplet v Lepih ruševinah (Beautiful Ruins).